# راجر بلک (بازیگر)
راجر بلک (به انگلیسی: Roger Black) کمدین توهین‌کننده، بازیگر، صداپیشه، انیماتور، نویسنده و تهیه‌کننده اهل آمریکاست که به خاطر شخصیت یوکوی دلقک معروف است.
او همچنین برای اجرا در کنار وکو اگویین در نمایش لعنتی! شناخته می‌شود. اگویین و بلک در کنار هم انیمیشن کمدی بریکلبری را تولید کردند که از ۲۵ سپتامبر ۲۰۱۲ از کمدی سنترال پخش شد. این سریال در ژانویه ۲۰۱۵ کنسل شد و در آوریل همان سال به پایان رسید.
در سال ۲۰۱۸ بلک و اگویین برای شبکه اینترنتی نتفلیکس انیمیشن بزرگسالانه اداره پلیس پارادایس را تولید کردند.